# Joanaz
Il monte Joanaz (Ioànaz o Ivanac in sloveno), è una montagna delle Prealpi Giulie alta 1.167 m. situata nel comune di Torreano.

## Geografia
Fa parte della Catena Mia-Joanaz. Con il monte Craguenza (949 m) compone un anfiteatro montuoso delle Prealpi Giulie che raccoglie a sud gli abitati di Masarolis, Tamoris e Reant. Il monte è prevalentemente erboso e per gran parte dei 2 km del suo crinale si può godere di un panorama a 360° delle Alpi Giulie e della pianura friulana.
Il monte Joanaz è un'ampia dorsale lunga circa due chilometri che dai circa 950 m, presso una selletta dove passa la strada e dove si trova il rifugio omonimo, sale dolcemente verso nord fino alla sommità che è un ampio pianoro erboso. Una strada sterrata di origine militare (vietata agli autoveicoli) percorre la dorsale poco a occidente del crinale.
Alle falde del monte si trovano i paesi di Masarolis, Tamoris a oriente, Reant a meridione, Montefosca in comune di Pulfero a settentrione e Canebola in comune di Faedis a occidente. Una strada connette Canebola con Masarolis, passando per la Bocchetta di sant'Antonio (788 m) ove si trova una cappella e il bivio per altre due direzioni.
La notevole visibilità della pianura viene sfruttata da ponti ripetitori per le bande radioamatoriali VHF e UHF.

## Album fotografico

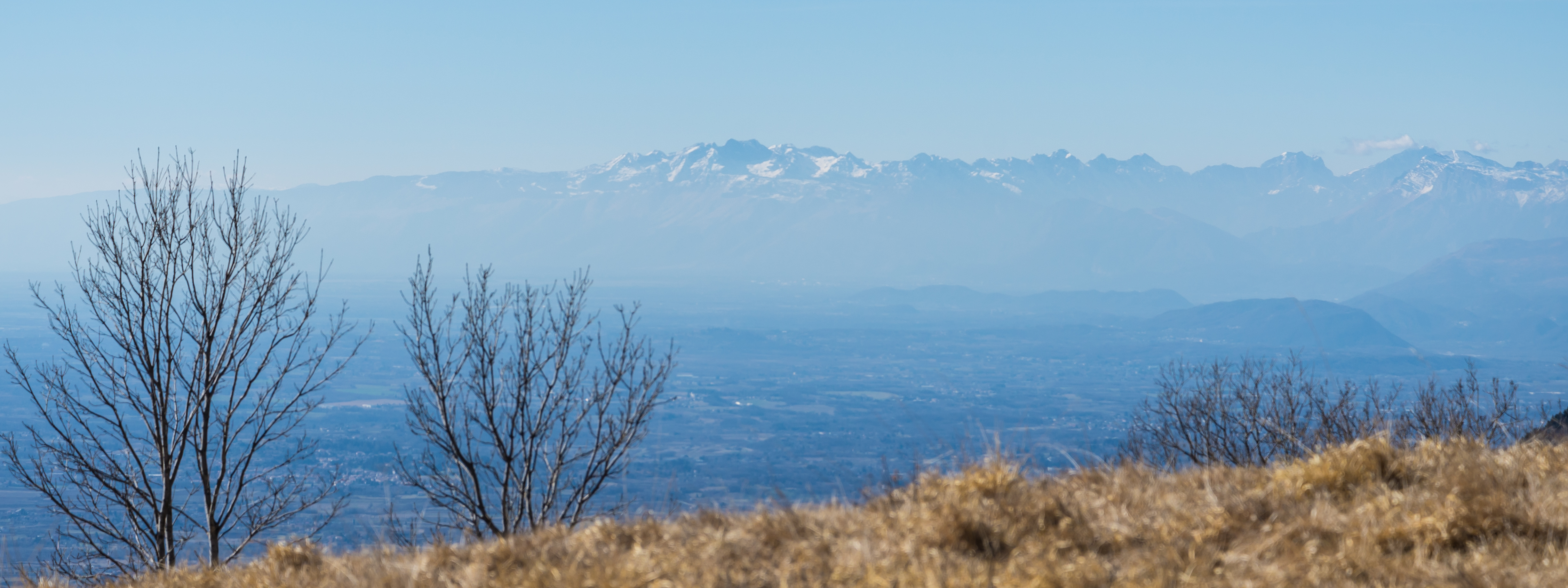
Panorama dai prati verso ovest

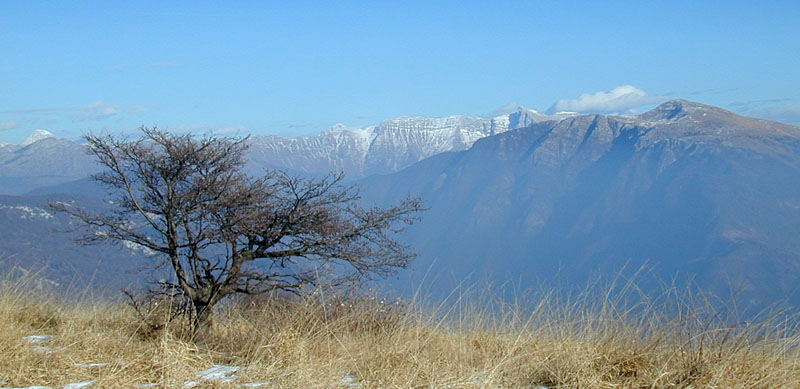
Panorama dai prati verso il Matajur

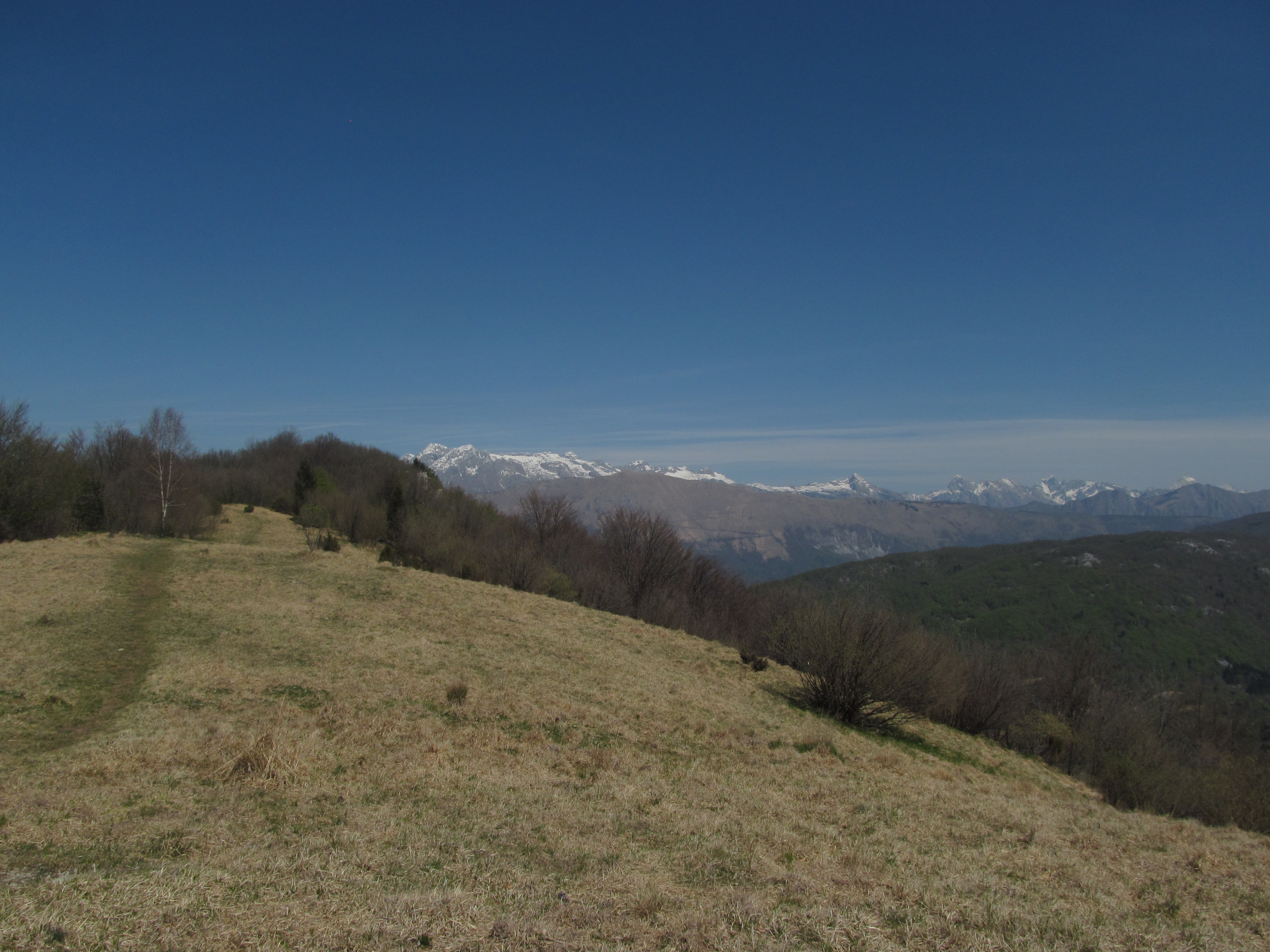
Prati con panorama verso lo Stol